# Die Mädchen aus dem Weltraum
Die Mädchen aus dem Weltraum ist eine britisch-deutsche Science-Fiction-Fernsehserie, die ab April 1977 im Vorabendprogramm der ARD lief.

## Handlung
Auf dem Planeten Medora herrschen die Frauen und führen ein Leben in Luxus, während die männliche Bevölkerung unterworfen ist und Frondienste leisten muss. Der Planet wurde durch eine kosmische Katastrophe aus seinem Sonnensystem hinauskatapultiert und zieht seine Bahn durch das All. Die Bevölkerung überlebte in Städten unter der Oberfläche, welche unbewohnbar ist; Männer, die sich nicht unterordnen, werden zu Strafdiensten nach oben geschickt.
Als sich Medora auf seiner Flugbahn unserem Sonnensystem annähert, gelingt zwei Männern, Akam und Schemm, die Flucht zur Erde. Akams Halterin Brisba und die Sicherheitschefin Ossrawa erhalten den Auftrag, den beiden zu folgen und sie um jeden Preis zurückzuholen. Die Rückholaktion entpuppt sich als schwieriger als geplant, schließlich nehmen die beiden Jägerinnen zwei irdische Wissenschaftler, Richard Smith und Liz Barry, als Geiseln.
Zurück auf Medora muss Richard Zwangsarbeit leisten, während seine Assistentin Liz den Luxus der herrschenden Frauenklasse mitgenießen soll. Schließlich willigen die beiden Exilanten ein, im Austausch gegen die Geiseln zurückzukehren. Als das Raumschiff auf dem Rückflug zur Erde von einer mit Medora seit langer Zeit verfeindeten, außerirdischen Macht angegriffen wird, erweisen sich die beiden Männer für die pazifistischen Frauen als letzte Rettung.

## Entstehung und deutsche Fassung
Die Reihe basiert auf einer Idee des Hamburgers Jost Graf von Hardenberg. 13 Folgen à 30 Minuten wurden inszeniert. Die Serie basiert auf dem Grundgedanken einer außerirdischen Gesellschaft, die das Matriarchat zur Staatsdoktrin erhoben hat. Die Dreharbeiten fanden von Juni bis August 1975 in England statt. Gedreht wurde in den Bray Studios und an Originalschauplätzen in Windsor, Bracknell und Black Park. Regie bei dieser Reihe, die unter dem Titel Star Maidens in Großbritannien lief, führte in fünf Episoden Freddie Francis, der vor allem durch Horrorfilme und Thriller bekannt geworden ist. Eine der männlichen Hauptrollen wird in 8 Episoden von Pierre Brice gespielt. Die beiden deutschen Hauptdarsteller Christiane Krüger und Christian Quadflieg sprachen ihre Rollen sowohl in der englischen Originalversion als auch in der deutschen Synchronisation selbst. Personennamen und andere Namen weichen in der deutschen und englischen Fassung voneinander ab. Teilweise wurden in der englischen Fassung deutsche Namen und in der deutschen Fassung englische Namen verwendet:
| Deutsche Fassung | Englische Fassung | Bemerkung                         |
| ---------------- | ----------------- | --------------------------------- |
| Medora           | Medusa            | Planet                            |
| Ossrawa          | Octavia           | Lenkerin für Sicherheit           |
| Brisba           | Fulvia            | Gebieterin von Akam               |
| Ela              | Clara             | Oberste Lenkerin                  |
| Nemaris          | Nemesis           | Raumschiff                        |
| Liz Barry        | Liz Becker        | Wissenschaftlerin von der Erde    |
| Richard Smith    | Rudi Schmidt      | Wissenschaftler von der Erde      |
| Akam             | Adam              | Entflohener Abhängiger von Brisba |
| Schemm           | Shem              | Entflohener Abhängiger            |

## Kritik
„Eine der obskursten Science-Fiction-Serien“

## Veröffentlichung
| #  | Titel                          | Premiere       |
| -- | ------------------------------ | -------------- |
| 1  | Flucht ins Paradies            | 1. April 1977  |
| 2  | Medora ruft Erde               | 15. April 1977 |
| 3  | Die Alptraum-Kanone            | 22. April 1977 |
| 4  | Protonen-Sturm                 | 6. Mai 1977    |
| 5  | Die Entführung                 | 13. Mai 1977   |
| 6  | Die Sympathiemaschine          | 20. Mai 1977   |
| 7  | Das Gericht                    | 27. Mai 1977   |
| 8  | Ein ideales Paar               | 3. Juni 1977   |
| 9  | Gefährlicher Regen             | 10. Juni 1977  |
| 10 | Der schlafende Planet          | 24. Juni 1977  |
| 11 | Das Versteck                   | 1. Juli 1977   |
| 12 | Die einsamen Roboter           | 8. Juli 1977   |
| 13 | Begegnung zwischen den Sternen | 15. Juli 1977  |

1979 erschien ein aus der Serie zusammengeschnittener Film unter dem Titel Space Attack – Begegnung zwischen den Sternen im VHS-Format. 2008 erschienen alle 13 Episoden mit zusätzlichem Bonusmaterial in einem Box-Set, erstmals in deutscher Sprache auf DVD.